# アバディーン (ワシントン州)

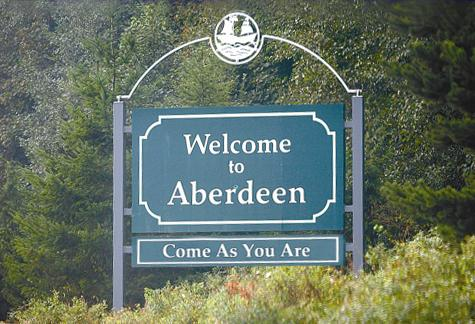
アバディーンのウェルカム・サインにはニルヴァーナのヒット曲、カム・アズ・ユー・アーのタイトルが付されている。

アバディーン（Aberdeen）は、アメリカ合衆国ワシントン州西部のグレイズハーバー郡にある都市。人口は1万7013人（2020年）。郡庁所在地ではないものの郡内最大の都市であり、西隣のホークィアム、東隣のコスモポリスと合わせて郡経済の中心地になっている。
アバディーンは「オリンピック半島への入口」と呼ばれている。またニルヴァーナのボーカル・リードギタリストのカート・コバーンの出身地としての知名度も高い。またベーシストのクリス・ノヴォセリックはアバディーンで少年時代を過ごした。コバーンとノヴォセリックはこのアバディーンの地で出会い、後にニルヴァーナとなるバンドを結成した。それ故、アバディーンは「グランジのふるさと」と呼ばれている。
アバディーン港は、レディー・ワシントン号のレプリカの母港である。この帆船は2003年に公開された映画『パイレーツ・オブ・カリビアン/呪われた海賊たち』において、劇中に登場する架空の船、インターセプター号として登場した。

## 歴史
アバディーンは1884年にサミュエル・ベンによって創設され、1890年5月12日に正式な市となった。地元のサケの缶詰工場の立地がスコットランドのアバディーンのそれと似ていたことから、この町はアバディーンと名付けられた。現在でこそグレイズ・ハーバー沿岸では最大、かつ最も名の通った都市になったものの、初期のアバディーンは近隣のホークィアムやコスモポリスに後れを取っていた。1884年にA・J・ウェストがこの町に最初の製材所を創立させたころには、ホークィアムやコスモポリスでは既に都市としての活動が始まっていた。

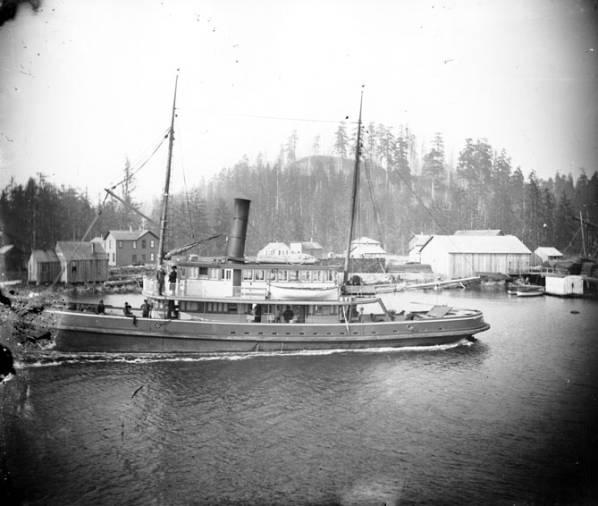
グレイズハーバーに停泊する蒸気船、1900年頃

ノーザン・パシフィック鉄道が延伸されることになったころには、アバディーンとその周辺はそのターミナルとなるものと期待されていた。しかし、鉄道はコスモポリスを素通りし、西のオコスタへと向かった。そこでアバディーンとホークィアムの市民は協同し、町に鉄道を敷くべく立ち上がった。こうして1895年、アバディーンにはノーザン・パシフィック鉄道につながる支線が開通した。
1900年頃、アバディーンには酒場、売春宿、カジノが立ち並び、町は大いに賑わっていた。しかし殺人などの犯罪率も高く、それ故「太平洋の地獄への入口」、「迷い込んだ男たちの港」という異名も取っていた。その中でも特に悪名高かった犯罪者の例としては、ビリー・ゴールの名が挙げられる。ゴールは1913年殺人罪2件で有罪とされたが、実際には140人以上を殺したとも噂されていた
しかし繁栄は長くは続かなかった。1929年の世界恐慌によって、アバディーンの町は大きな打撃を受けた。それまでは37ヶ所の製材所が操業していたが、世界恐慌後には9ヶ所に激減してしまった。それでもアバディーンでは製材が行われ続けたが、1970年代に入ると、周辺の木材資源はほとんど枯渇し、1970年代から1980年代にかけて、ほとんどの製材所が閉鎖に追い込まれた。一方、産卵地の環境悪化や、川への泥の堆積により、サケの漁獲量も減少し、製材業の衰退によるアバディーンの地域経済の衰退に追い討ちをかける形となった。それ以降、アバディーンは産業の多様化を図ってはいるものの、アバディーンを含むグレイズハーバー沿岸の多くの市町村の地域経済は、依然として漁業と製材業に大きく依存している。

## 地理

グレイズハーバー郡内の位置

アバディーンは北緯46度58分33秒 西経123度49分7秒 / 北緯46.97583度 西経123.81861度に位置している。アメリカ合衆国統計局によると、アバディーン市は総面積31.5km²（12.2mi²）である。そのうち27.5km²（10.6mi²）が陸地で4.0km²（1.6mi²）が水域である。総面積の12.70%が水域となっている。市の中心部の標高は7mである。
アバディーンはワシントン州西部に突き出たオリンピック半島の南西の付け根、グレイズ・ハーバーという三角江の湾奥に位置している。通常、三角江の後背地は平地であり、それ故に大都市が発達しやすく、港も貿易港となることが多いが、アバディーンの場合は後背地が山がちであるため、そのような特徴はあまり見られていない。
アバディーンの中心部は国道12号線がアメリカ西海岸を縦断する国道101号線と合流する、国道12号線の西の起点となっている。アバディーンの市街地はこの合流点を中心に東西に約4km、南北には約1.5kmの範囲に収まっている。アバディーンは州都オリンピアからは西へ約80km、タコマからは西へ約125km、シアトルからは南西へ約175kmに位置している。
アバディーンの気候は、緯度の割には温暖な冬と冷涼な夏に特徴付けられる、気温の年較差の少ない、海洋性の気候である。夏の降水量は少ないが、同じ太平洋岸のカリフォルニア州（特に南部）と比べると、乾燥の度合いはそれほど強くはない。冬は非常に降水量が多く、月間250mmを超えるが、降雪量は月間5-7cmほどであり、降水量の多さの要因は降雪によるものではないことが判る。年間降水量は1,900mmを超える。ケッペンの気候区分では西岸海洋性気候（Cfb）に属する。
|               | 1月   | 2月   | 3月   | 4月   | 5月  | 6月  | 7月  | 8月  | 9月  | 10月  | 11月  | 12月  | 年      |
| ------------- | ----- | ----- | ----- | ----- | ---- | ---- | ---- | ---- | ---- | ----- | ----- | ----- | ------- |
| 平均気温（℃） | 5.0   | 6.1   | 6.7   | 8.3   | 11.7 | 13.9 | 15.6 | 16.1 | 15.0 | 11.7  | 7.2   | 5.6   | 10.0    |
| 降水量（mm）  | 269.2 | 215.9 | 195.6 | 134.6 | 76.2 | 63.5 | 38.1 | 48.3 | 86.4 | 190.5 | 330.2 | 276.9 | 1,925.3 |

## 出身者
- カート・コベイン - ロック・ミュージシャン。元ニルヴァーナのギタリスト、ボーカリスト。
- クリス・ノヴォセリック - ロック・ミュージシャン。元ニルヴァーナのベーシスト。

## 註
1. ↑  “Quickfacts.census.gov”. 2023年9月2日閲覧。
2. ↑  Morgan, Murray C. Billy Gohl of Grays Harbor, The Last Wilderness. pp.122-128. University of Washington Press. 1955年. Qtd by Tacoma Public Library.
3. ↑  Billy Gohl. Crime Life.com.
4. 1 2  Historical Weather for Aberdeen, Washington, United States of America. Weatherbase.com.